# Chariesthes cervina
Chariesthes cervina är en skalbaggsart som först beskrevs av Hintz 1912.  Chariesthes cervina ingår i släktet Chariesthes och familjen långhorningar. Inga underarter finns listade i Catalogue of Life.